# Église Saint-Martin de Cahuzac
Pour les articles homonymes, voir Église Saint-Martin.
L’église Saint-Martin est située à Cahuzac, dans le département de Lot-et-Garonne, en France.

## Localisation
L'église Saint-Martin est située à Cahuzac, dans le département de Lot-et-Garonne, en France.

## Historique
L'église actuelle est l'ancienne chapelle du château édifié à la fin du XIIIe siècle à l'extrémité du promontoire qui permettait de surveiller la vallée du Dropt. Cahuzac était une baronnie qui comportait douze paroisses. Cinq se trouvait dans la sénéchaussée d'Agen, et sept dans celle de Bergerac. Le château était précédé d'un castenau où étaient regroupées ses dépendances, ateliers, casernements, magasins, écuries, chapelle et hôtel du gouverneur du château.
Le château a appartenu à la famille de Caumont, aux Estissac, d'environ 1400 jusqu'en 1586, puis par mariage aux La Rochefoucauld. La dernière héritière, Sophie, duchesse de La Rochefoucauld, aliène les terres et vend le château de Cahuzac à Charles de Bony, en 1815.
La chapelle a été construite entre  1500 et 1600 sur l’ordre des Estissac, probablement par Geoffroy d'Estissac, évêque de Maillezais, abbé de Cadouin, qui a achevé le cloître de l'abbaye de Cadouin, frère du baron de Cahuzac, Bertrand d'Estissac (1460-1522), sénéchal d'Agenais.
La vieille église paroissiale du village ayant été détruite, la baronne de Cahuzac, Louise-Élisabeth de La Rochefoucauld (1716-1797), duchesse d'Enville, a cédé La chapelle aux habitants de la paroisse de Cahuzac, en 1771.
L'église est restaurée dans les années 1880.
En 2009, un morceau de plâtre tombe du mur droit et laisse apparaître un bout de fresque qui amène la commune à faire un sondage. C'est un morceau de peinture représentant une Crucufixion de Jésus. La fresque endommagée est en cours d’étude.
Une Association pour la restauration et la mise en valeur de l'église Saint-Martin de Cahuzac a été créée en 2011.
L'église Saint-Martin a été inscrite au titre des monuments historiques en 2012.

## Description
L'église a été construite suivant un plan rectangulaire avec une nef unique de 22 m de long, 7,50 m de large et 11 m de hauteur. Elle s'ouvre par un portail en arc brisé à 3 voussures, que surmonte un fronton triangulaire percé de 3 baies campanaires avec 2 cloches. 
Sur le côté nord une tour carrée comprenant un escalier à vis permettant d'accéder à la charpente.
L'église a une voûte en étoile, avec liernes et tiercerons. Elle est éclairée par six baies à remplage flamboyant. C'est un rare exemple dans la région d'une église de style gothique tardif.

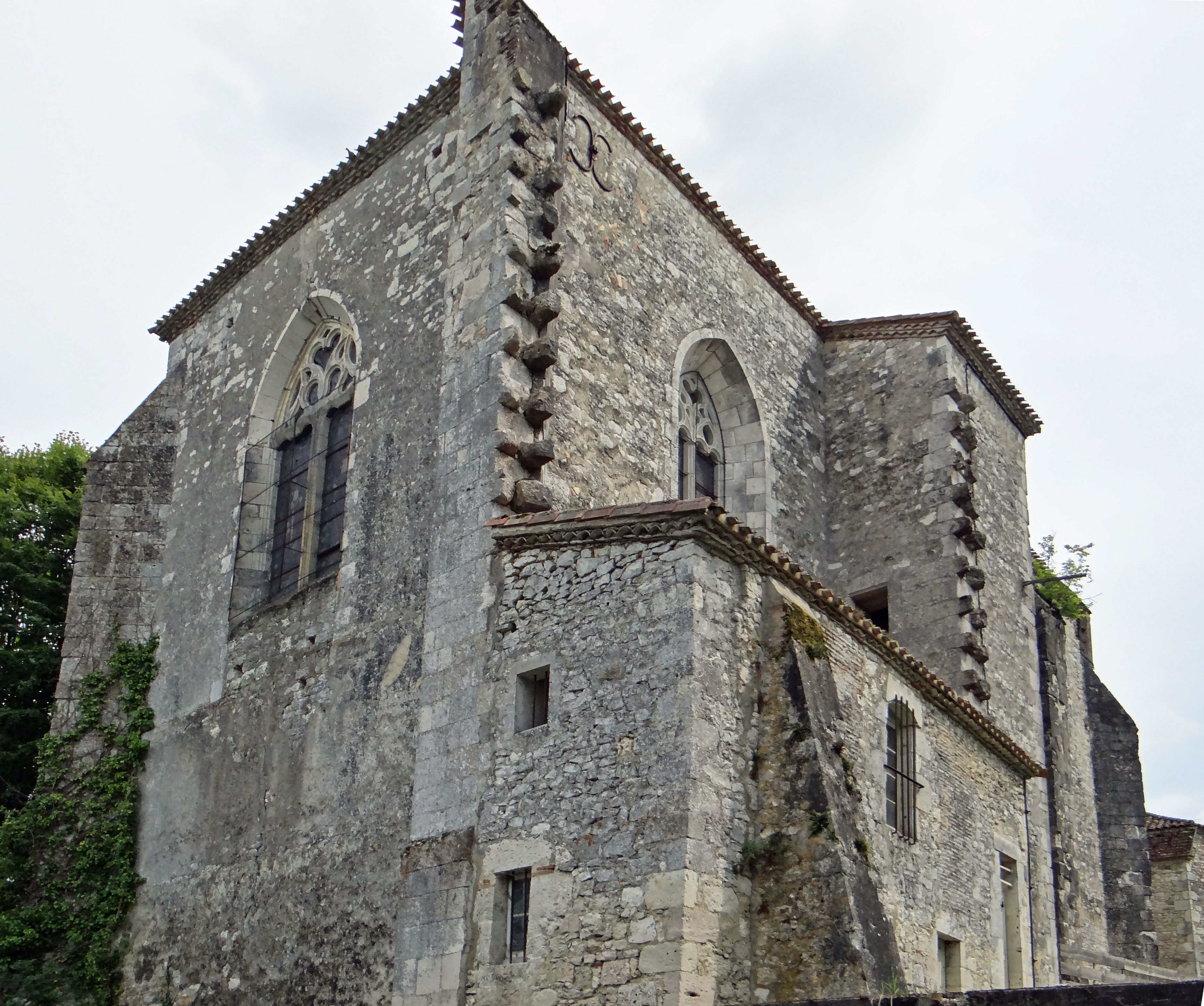
Vue du chevet
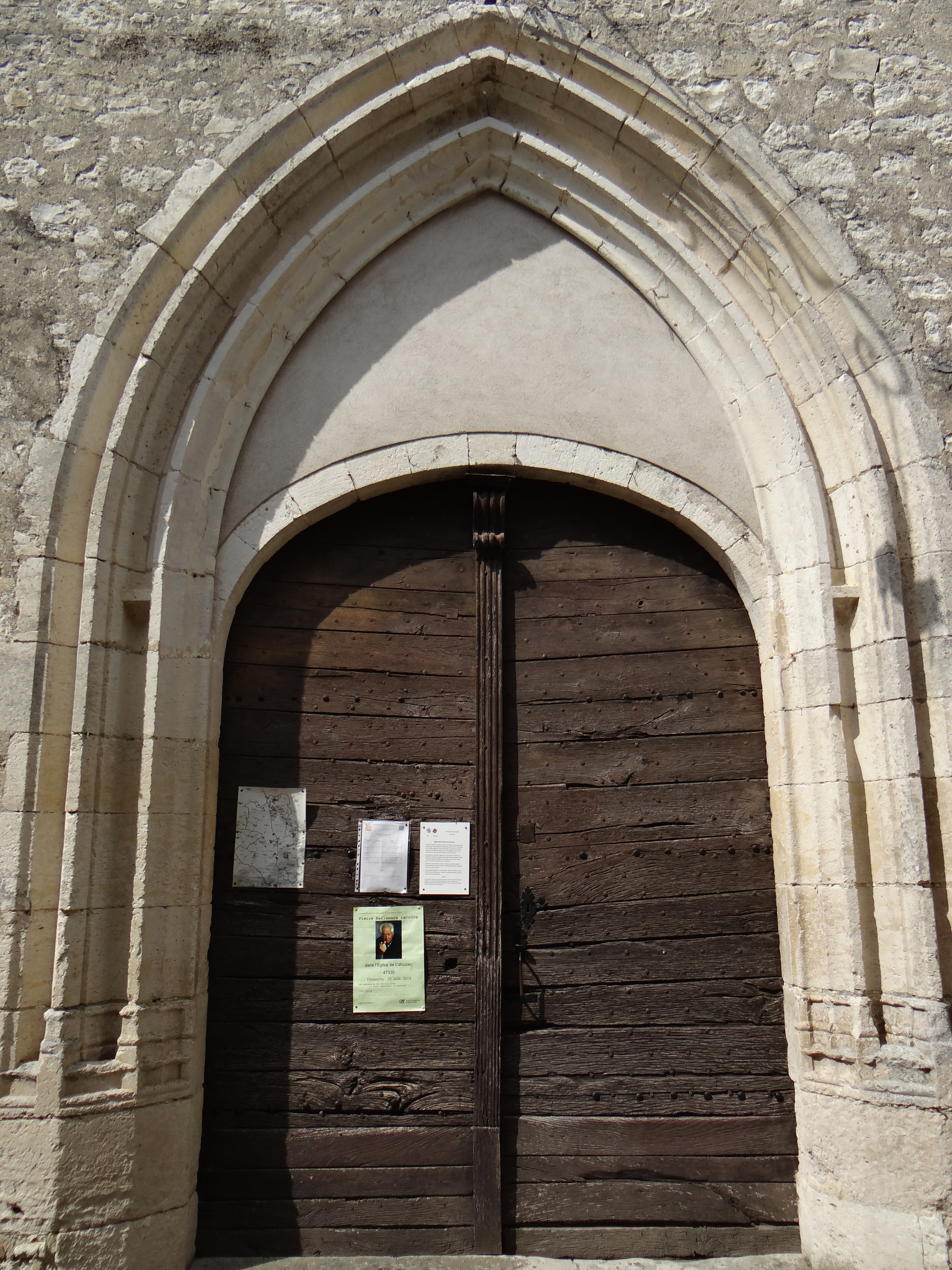
Le portail
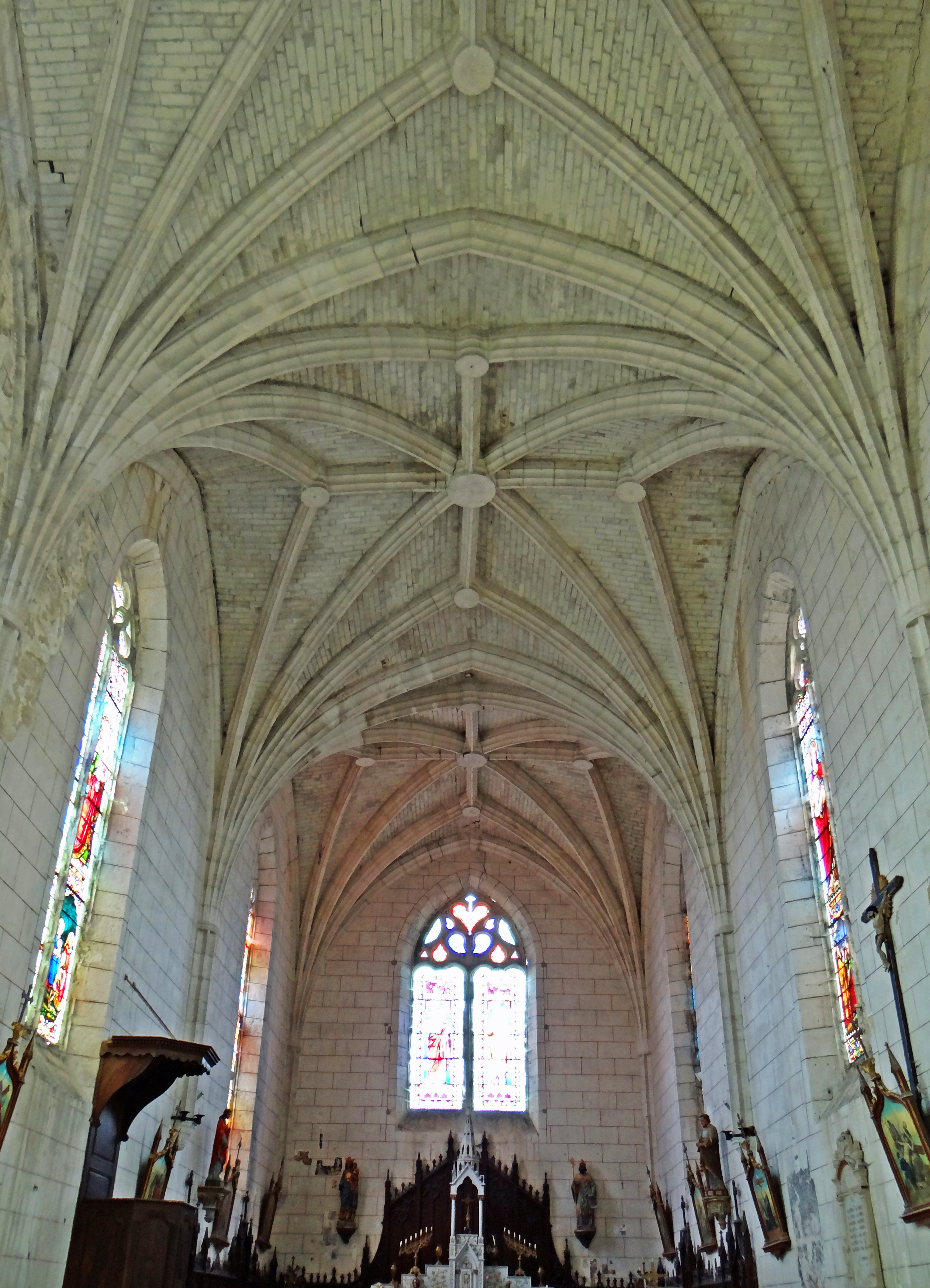
La nef
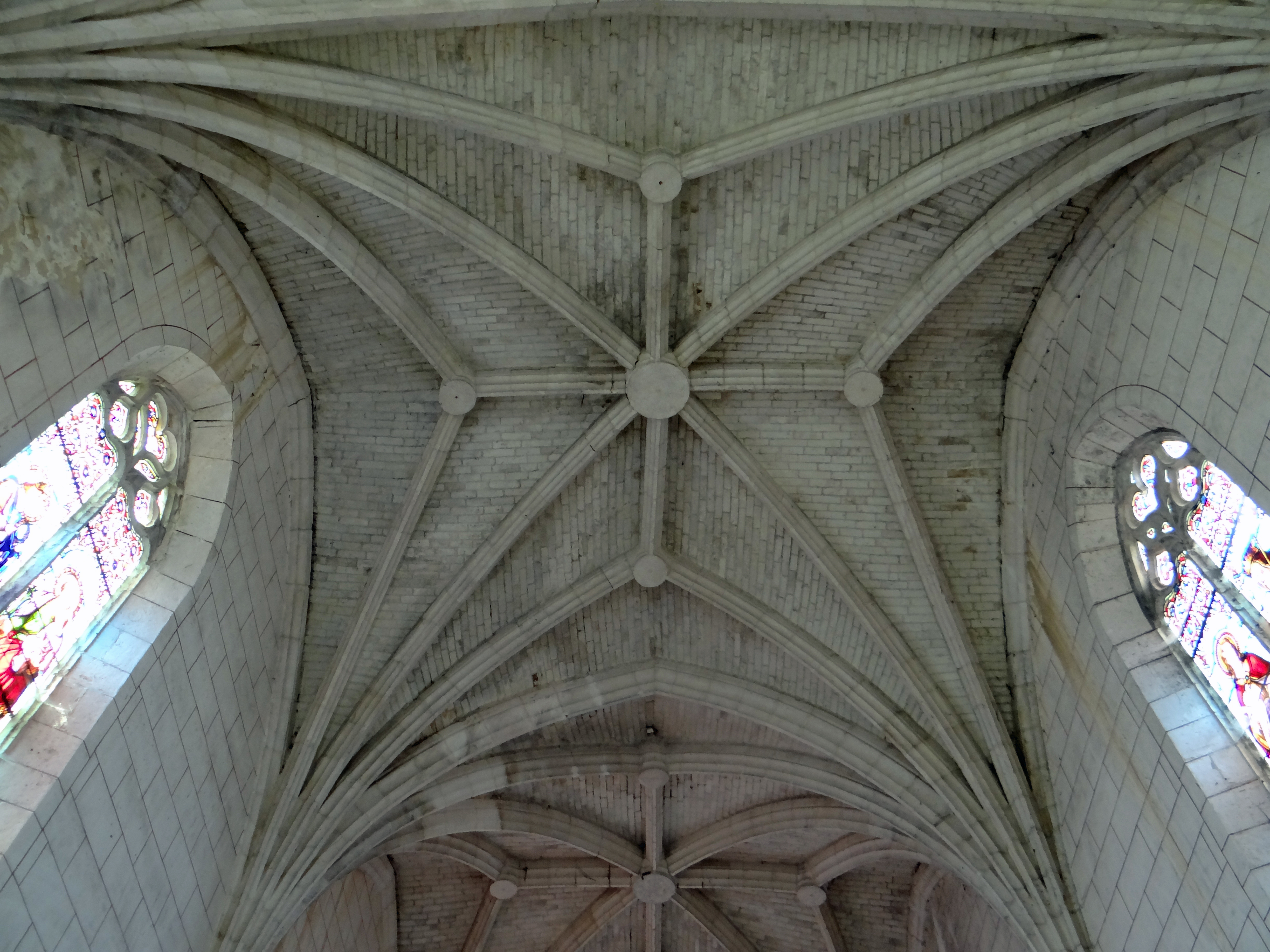
La voûte en étoile d'une travée

## Vitraux
Les vitraux sont de la fin XIXe siècle. Ils portent les noms des donateurs : nobles et notables bourgeois, curés et souscription des paroissiens. Le vitrail représentant saint Joseph est signé de Joseph Villiet, de Bordeaux, en 1879.

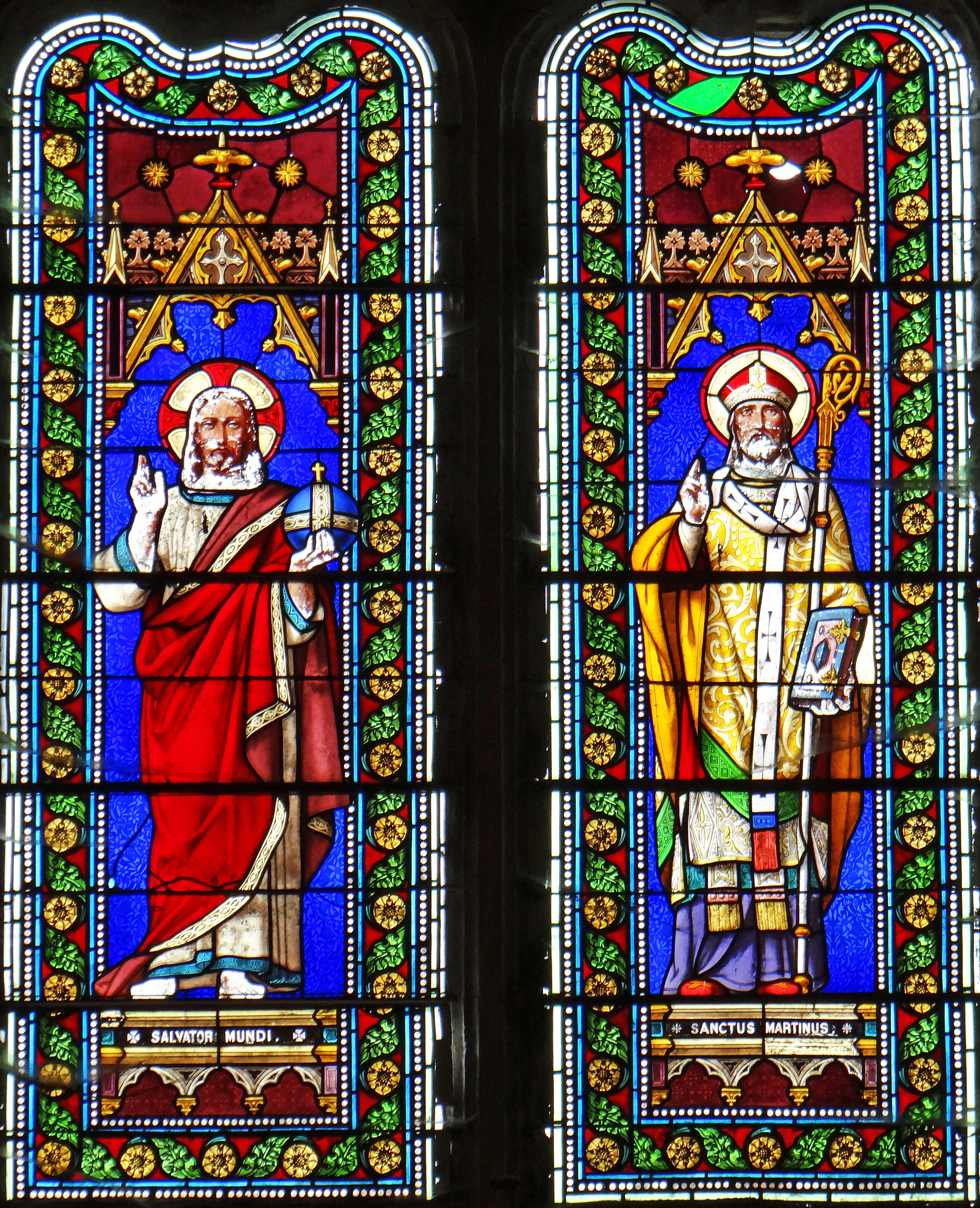
Vitraux du chevet : Le Sauveur du Monde et saint Martin
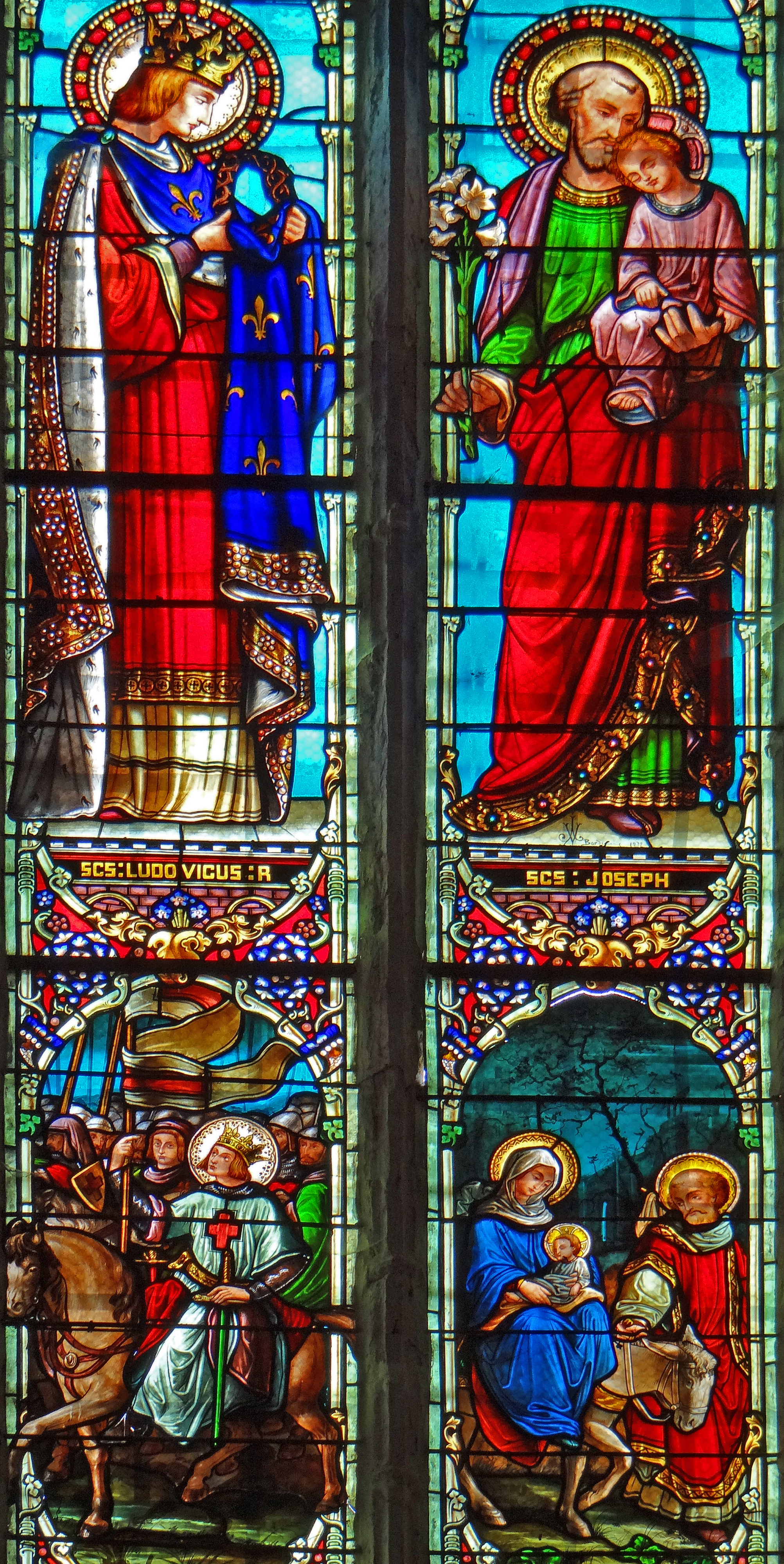
Vitraux de la nef : saint Louis et saint Joseph
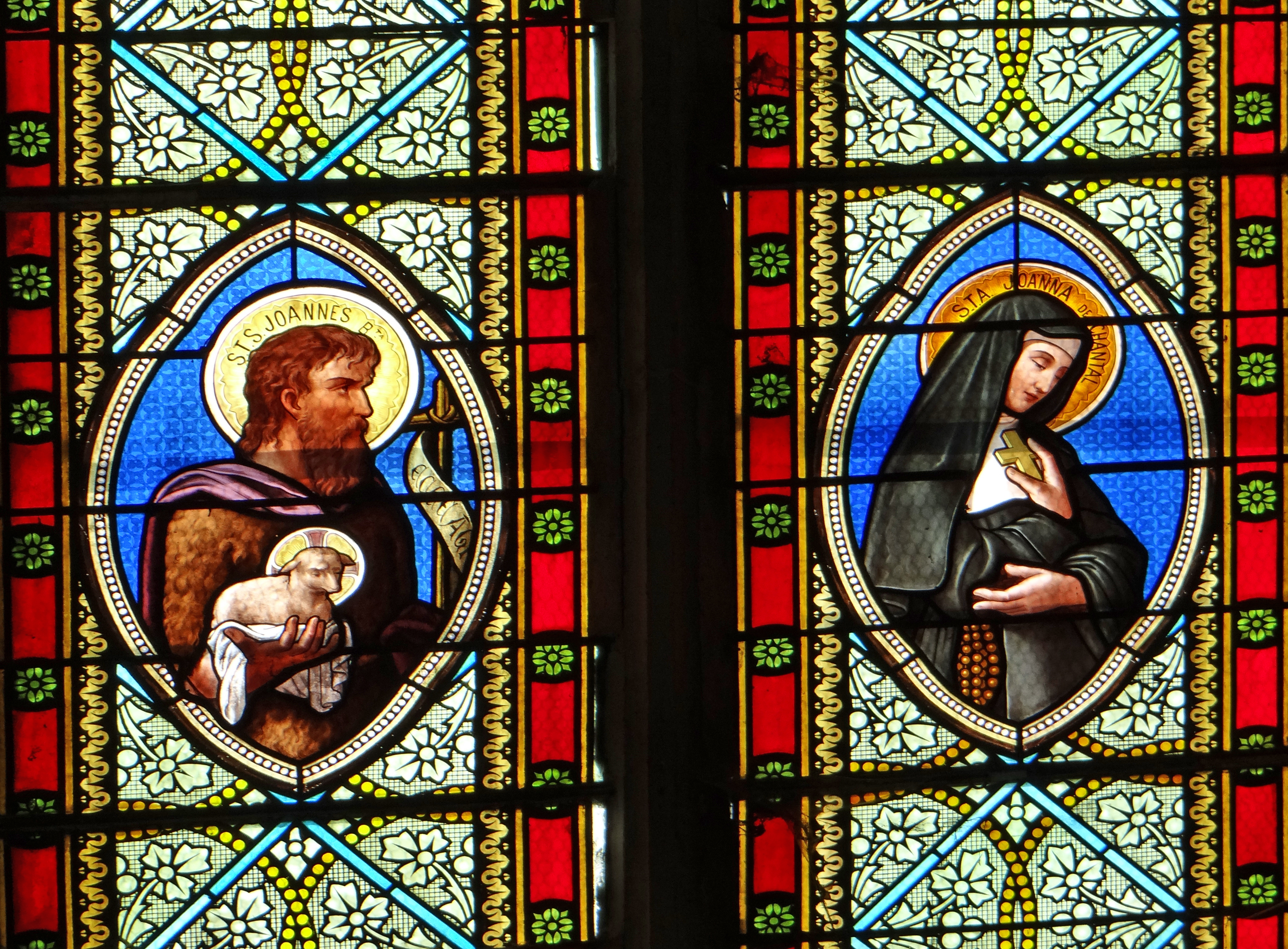
Vitraux de la nef : saint Jean-Baptiste et sainte Jeanne de Chantal